# Комсомольская улица (Королёв)
Комсомо́льская у́лица  — улица в городе Королёв.

## История
Застройка улицы 5-этажными домами началась в 1965 году. Дома №№3—6 построены в 1990-е годы.

## Трасса
Улица Комсомольская начинается от улицы Грабина и заканчивается у Болшевского шоссе.. Общественный транспорт по улице не ходит.

## Организации
- дом 1/9: Магазин хозяйственных товаров «Всё для всех»
- дом 8: Учебно-производственный цех № 426 РКК «Энергия»
- дом 10 стр.1: Оздоровительный комплекс «Банька»
- дом 10: Школа № 12 г. Королёва, Доска информационная об участии С. П. Королёва в строительстве школы, Мемориальная доска Прохорову О. И. (1962—1985)
- дом 12: Гимназия № 11 г. Королёва, Избирательная комиссия участка № 946 г. Королёва